# An Duyệt Khê
An Duyệt Khê (tiếng Trung:安悦溪) sinh ngày 10 tháng 6 năm 1989) là một nữ diễn viên người Trung Quốc tốt nghiệp khoa Sân khấu nhạc kịch của Học viện Múa Bắc Kinh.

## Tiểu sử
An Duyệt Khê sinh ngày 10 tháng 6 năm 1989, quê quán Duy Phường, Sơn Đông. An Duyệt Khê tốt nghiệp Học viện múa Bắc Kinh năm 2007. An Duyệt Khê là diễn viên cấp ba quốc gia 

## Sự nghiệp
Hiện tại An Duyệt Khê đang là nghệ sĩ thuộc quản lý của Công ty đầu tư điện ảnh và truyền hình Bắc Kinh Nguyên Bảo.

## Phim

### Phim truyền hình
| Năm  | Tựa đề                                    | Tựa đề tiếng Trung   | Vai diễn                                     | Bạn diễn                                              | Kênh                 | Ghi chú                  |
| ---- | ----------------------------------------- | -------------------- | -------------------------------------------- | ----------------------------------------------------- | -------------------- | ------------------------ |
| 2013 | Tân Câu chuyện ban biên tập               | 新编辑部故事         | Lý Tử Quả                                    | Lữ Lệ Bình, Trần Hảo, Hoàng Hải Ba                    | Dragon TV            | vai phụ                  |
| 2013 | Tuổi già                                  | 老有所依             | Tiểu Lệ                                      | Lưu Đào, Trương Đạc, Kiều Chấn Vũ                     | IQIYI                | vai phụ                  |
| 2014 | Chế tạo mỹ nhân                           | 美人制造             | Trữ Nhi                                      | Kim Thế Giai, Đặng Tụy Văn, Dương Dung                | Hồ Nam TV            | vai phụ                  |
| 2015 | Hoa Thiên Cốt                             | 花千骨               | Đường Bảo                                    | Triệu Lệ Dĩnh, Hoắc Kiên Hoa, Tưởng Hân               | Hồ Nam TV            | vai phụ                  |
| 2015 | Bí mật của phụ nữ                         | 女人的秘密           | Cố Mỹ Mỹ                                     | Duy Ni, Lư Sam, Tống Ninh, Hạ Viêm                    | LeTV                 | vai phụ, Web drama       |
| 2015 | Tiềm Hành Giả                             | 潜行者               | Liễu Tiểu Uyển                               | Địch Thiên Lâm, Giang Khải Đồng, Tạ Tổ Vũ             | LeTV, PPTV           | vai phụ                  |
| 2016 | Vợ cũ số một                              | 头号前妻             | Viên Tử Đan                                  | Hác Lôi, Cao Á Lân, Mao Tuấn Kiệt                     | Hồ Nam TV            | vai phụ                  |
| 2016 | Nữ bất cường đại thiên bất dung           | 女不强大天不容       | Tiểu Từ                                      | Hải Thanh, Đỗ Thuần, Trương Dịch                      | Dragon TV            | vai phụ                  |
| 2016 | Phong hỏa truyền kỳ: Nạp thiếp ký 2       | 纳妾记第二季         | Tống Tình                                    | Tôn Kiên, Vũ Đình Nhi, Hà Dục Tuấn                    | PPTV                 | vai chính, Web drama     |
| 2016 | Thiếu nữ toàn phong 2                     | 旋风少女第二季       | Thích Bách Thảo                              | Ji Chang-wook, Trần Tường, Đàm Tùng Vận               | Hồ Nam TV            | vai chính                |
| 2016 | Phong hỏa truyền kỳ: Nạp thiếp ký 3       | 纳妾记第三季         | Tống Tình                                    | Tôn Kiên, Vũ Đình Nhi, Hà Dục Tuấn                    | PPTV                 | vai chính, Web drama     |
| 2017 | Tam sinh tam thế thập lý đào hoa          | 三生三世十里桃花     | Thiếu Tân                                    | Dương Mịch, Triệu Hựu Đình, Địch Lệ Nhiệt Ba          | Chiết Giang TV       | vai phụ                  |
| 2017 | Hồng Môn huynh đệ                         | 红门兄弟             | Tần Hảo                                      | Ngưu Tuấn Phong, Dương Nhất Đồng, Trương Đán Phi      | Tencent Video        | vai chính, quay năm 2013 |
| 2017 | Phố Trần Hồn                              | 镇魂街               | Hạ Linh                                      | Uông Đông Thành, Hầu Minh Hạo, Hoàng Phủ Kiệt         | Youku                | vai chính, Web drama     |
| 2017 | Run rẩy đi, A Bộ!                         | 颤抖吧，阿部！       | Đường Thanh Diệp, A Bộ Sát Sát               | Trịnh Nghiệp Thành, Vương Yên Dương, Triệu Đông Trạch | Youku                | vai chính, Web drama     |
| 2017 | Lộ tòng kim dạ bạch: Ngộ kiến thanh xuân  | 路从今夜白之遇见青春 | Lộ Du Ngôn                                   | Trần Nhược Hiên, Ngụy Triết Minh, La Dư Đồng          | Hồ Nam TV            | vai chính                |
| 2018 | Hứa với em phù sinh nhược mộng            | 许你浮生若梦         | Đoàn Thiên Anh, Lâm Nhược Mộng, Lâm Tĩnh Vân | Chu Nhất Long, Trình Nghiên Thu, Chu Giám Nhiên       | Youku                | vai chính                |
| 2018 | Run rẩy đi, A Bộ! 2: Đóa tinh phong vân   | 颤抖吧阿部之朵星风云 | A Bộ Sát Sát                                 | Trịnh Nghiệp Thành, Từ Gia Vỹ, Từ Mộc Thiền           | Mango TV             | vai chính, Web drama     |
| 2019 | Học viện quân sự Liệt Hỏa                 | 烈火军校             | An Văn                                       | Bạch Lộc, Hứa Khải, Lý Trình Bân                      | IQIYI                | Cameo                    |
| 2019 | Không phụ thời gian                       | 不负时光             | Lý Hiệu                                      | Hình Chiêu Lâm, Chu Nhan Mạn Tư, Trình Phong          | IQIYI, Tencent Video | vai chính                |
| 2021 | Kênh Hồng Kỳ                              | 红旗渠               | Thạch Thủy Liên                              | Vu Chấn, Hứa Chi Nhu, Lý Cần Cần                      | CCTV-8               | vai chính                |
| 2021 | Trên cánh đồng hy vọng                    | 在希望的田野上       | Biện Tiểu Duyệt                              | Tào Tuấn                                              | Tencent Video        | vai chính, Web drama     |
| 2022 | Thả thí thiên hạ                          | 且试天下             | Hoa Thuần Nhiên                              | Duơng Duơng, Triệu Lộ Tư                              | WeTV                 | vai phụ, Web drama       |
| 2023 | Thành phố thiếu niên                      | 青春之城             | Cung Diệu                                    |                                                       | CCTV-1               |                          |
| 2023 | Dĩ ai vi doanh                            | 以爱为营             | Hứa Vũ Linh                                  | Bạch Lộc, Vương Hạc Đệ                                | Mango TV             | vai phụ                  |
| 2023 | Nơi bình yên này là quê hương tôi         | 此心安处是吾乡       | Phương Trữ Nhiên                             | Nhậm Trọng, Vu Cẩn Duy, Lưu Dịch Quân                 | CCTV                 |                          |
| 2024 | Hồ yêu tiểu hồng nương: Nguyệt hồng thiên | 狐妖小红娘·月红篇    | Đông Phương Tần Lan                          | Dương Mịch, Cung Tuấn                                 | Iqiyi                | Web drama                |
| 2024 | Thao thiết ký                             | 饕餮记               | Chu Thành Bích                               | Vương Hữu Thạc, Triệu Gia Huyên, Sơ Tuấn Thần         | Youku                | vai chính, quay năm 2018 |
| 2024 | Gió xuân biến thành mưa                   | 春风化雨             | Biện Tiểu Duyệt                              |                                                       | Bắc Kinh TV          | Cameo                    |
| 2025 | Xuân tới xoa dịu giông bão                | 春来定风波           | Thẩm Kỳ Lan                                  | Từ Hải Kiều, Hải Lục                                  | Tencent Video        | Web drama                |
|      | Cố Lên! cặp đôi trẻ                       | 加油！小夫妻         |                                              | Tiêu Tuấn Diễm, Doãn Chinh, Triệu Đạt                 |                      | vai phụ                  |
|      | Sơn hà chẩm                               | 山河枕               | Tưởng Thuần                                  |                                                       |                      |                          |
|      | Mộ Tư Từ                                  | 慕胥辞               | Nhan Chương                                  |                                                       |                      | Web drama                |

### Phim điện ảnh
| Năm  | Tựa đề          | Tựa đề tiếng Trung | Vai                 | Bạn diễn                             | Ghi chú   |
| ---- | --------------- | ------------------ | ------------------- | ------------------------------------ | --------- |
| 2013 | Thanh Xuân Phái | 青春派             | Hoàng Tinh Tinh     | Đổng Tử Kiện, Tần Hải Lộ, Tiêu Cương | vai chính |
| 2017 | Mộ Điệp         | 蝴蝶公墓           | Bạch Lộ, Bạch Sương | Trương Lệ, Cẩm Vinh, Lý Tử Phong     | vai chính |

### Kinh Kịch
| Năm  | Vở kịch      | Tựa đề tiếng Trung |
| ---- | ------------ | ------------------ |
| 2013 | Bát Lạp Miếu | 八蜡庙             |

### Kịch múa cổ điển
| Thời gian           | Tựa đề       | Tựa đề tiếng Trung | Vai                  |
| ------------------- | ------------ | ------------------ | -------------------- |
| 17 tháng 1 năm 2013 | Mẫu Đơn Đình | 牡丹亭             | Xuân Hương, Hoa Thần |

### Kịch nói
| Thời gian            | Vở kịch                 | Tựa đề tiếng Trung | Vai          |
| -------------------- | ----------------------- | ------------------ | ------------ |
| 16 tháng 3 năm 2011  | La Lị Sát               | 萝莉杀             | Lộ Dịch      |
| 23 tháng 11 năm 2011 | Ngạc Nhiên Nhất Chi Hoa | 拍案惊奇一枝花     | Nhất Chi Hoa |
| 19 tháng 8 năm 2013  | Gia                     | 家                 | Mai Biểu Thư |

## Âm nhạc
| Thời gian phát hành | Tên bài hát                   | Tựa đề tiếng Trung | Thông tin                                              |
| ------------------- | ----------------------------- | ------------------ | ------------------------------------------------------ |
| 01-02-2000          | Em chính là yêu anh           | 你是爱我的         |                                                        |
| 04-08-2017          | Đặc quyền tình yêu            | 专属爱情           | Nhạc cuối phim "Run rẩy đi, A Bộ"                      |
| 23-10-2017          | Thời gian niên thiếu          | 年少的时光         | Nhạc chủ đề "Lộ tòng kim dạ bạch"                      |
| 30-07-2018          | Hứa với em phù sinh diệt mộng | 许你浮生若梦       | Nhạc chủ đề "Hứa cùng em phù sinh nhược mộng"          |
| 25-09-2018          | Lưu luyến phong cảnh          | 恋恋风景           | Nhạc cuối phim "Run rẩy đi, A Bộ - Đoá tinh phong vân" |